# ジョン・フォーブス＝センピル (第18代センピル卿)
第18代センピル卿ジョン・フォーブス＝センピル（英: John Forbes-Sempill, 18th Lord Sempill、出生名ジョン・フォーブス（John Forbes）、1863年8月21日 – 1934年2月28日）は、イギリスの軍人、政治家、スコットランド貴族。1884年から1905年までマスター・オブ・センピルの儀礼称号を使用した。

## 生涯
第8代準男爵サー・ウィリアム・フォーブスと2人目の妻フランシス・エミリー（Frances Emily、1887年5月13日没、第5代準男爵サー・ロバート・アバークロンビーの娘）の長男として、1863年8月21日に生まれ、1876年から1881年までイートン・カレッジで教育を受けた。
1884年9月5日、第16代センピル女卿マリア・ジャネット・センピルが死去すると、父がセンピル卿位を継承し、ジョンは父とともに姓を「フォーブス＝センピル」に改めた。1883年時点でセンピル女卿の所領は少なかったが、フォーブス家にはアバディーンシャーにおける9,347エーカー（年収8,539ポンド相当）があった。
1883年11月3日に中尉としてゴードン・ハイランダーズ第3大隊に入隊、1885年11月25日にアーガイル・アンド・サザーランド・ハイランダーズに転じ、1886年1月6日にキャメロン・ハイランダーズに転じた。この間に1885年から1886年にかけてマフディー戦争中のスーダンに派遣された。
1889年4月2日にイギリス陸軍兵站部隊に転じた。1891年のハザラ（現パキスタン領）遠征に参戦し、同年4月1日に大尉に昇進した。1894年11月14日にブラック・ウォッチに転じた。
1901年から1902年にかけてラヴァト・スカウトの1人として、第二次ボーア戦争に参戦して負傷した。1903年1月28日までにブラック・ウォッチに戻ったのち、1904年8月13日に軍務から引退した。
1905年7月21日に父が死去すると、センピル卿位を継承した。1908年1月31日、アバディーンシャー国防義勇部隊協会議長に任命された。1910年にスコットランド貴族代表議員に選出され、1934年に死去するまで務めた。
1913年4月1日に陸軍兵站部隊のHighland Division Transport and Supply Column名誉隊長に任命された。第一次世界大戦が勃発すると、1914年9月2日にブラック・ウォッチ第8大隊隊長に任命され、1915年9月25日のロスの戦いに参戦して重傷を負った。その後、病気を理由に1917年4月12日に隊長を辞任した。
1923年11月4日、国王ジョージ5世の定員外エー＝ド＝カン（副官）に任命された。任命に伴い大佐に昇進した。その後、年齢制限を越えたことで1930年10月29日に引退した。このほか、ゴードン・ハイランダーズ第5大隊の名誉隊長を務めたが、1932年4月5日に退任した。
1933年5月27日、アバディーンシャー統監代理に任命された。
1934年2月28日にアバディーンシャーのフィントレイ・ハウス（Fintray House）で死去、3月3日にアバディーンシャーのセント・メデン教会（St. Medden’ Church）に埋葬された。息子ウィリアム・フランシスが爵位を継承した。

## 家族
1892年6月22日、グウェンドレン・エミリー・メアリー・プロッジャーズ（Gwendolen Emily Mary Prodgers、1944年没、ハーバート・プロッジャーズの娘）と結婚、1男3女をもうけた。このうち1女は両親に先立って死去、1女は1950年に性別が男性に変更された。
- ウィリアム・フランシス（1893年9月24日 – 1965年12月30日） - 第19代センピル卿、第10代準男爵[19]
- グウェンドレン・ジャネット（1897年12月26日 – 1910年3月10日[20]）
- マーガレット（1905年8月30日[20] – 1966年[22]）
- ユアン（英語版）（1912年9月6日[20] – 1991年9月12日） - 出生名エリザベス、第11代準男爵。1950年に出生証明書での性別が女性から男性に変更された[21]

## 関連図書
- Paul, James Balfour, Sir, ed. (1904). The Scots Peerage (英語). Vol. I. Edinburgh: David Douglas. p. 567.

| スコットランドの爵位                  | スコットランドの爵位       | スコットランドの爵位                  |
| ------------------------------------- | -------------------------- | ------------------------------------- |
| 先代 ウィリアム・フォーブス＝センピル | センピル卿 1905年 – 1934年 | 次代 ウィリアム・フォーブス＝センピル |